# Ruine Hinterhaus

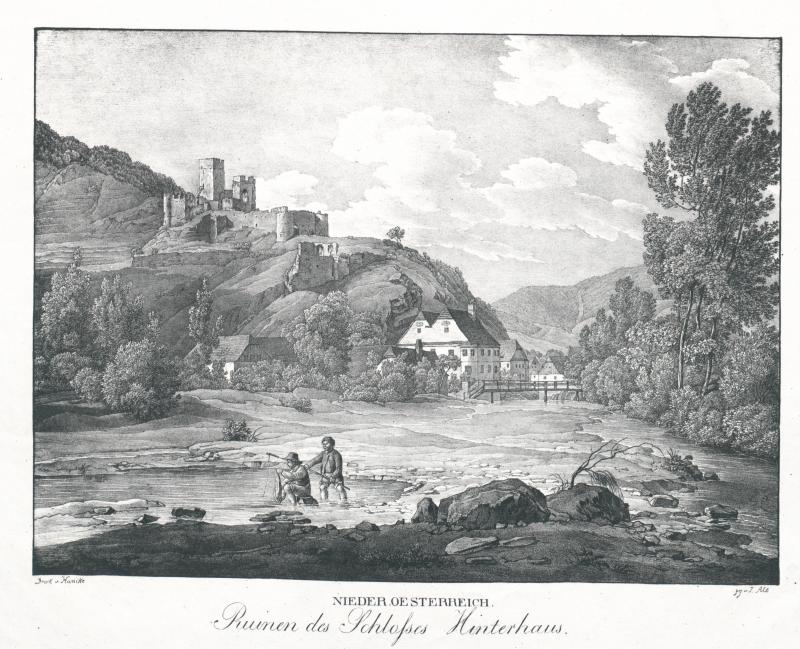
Lithografie um 1830

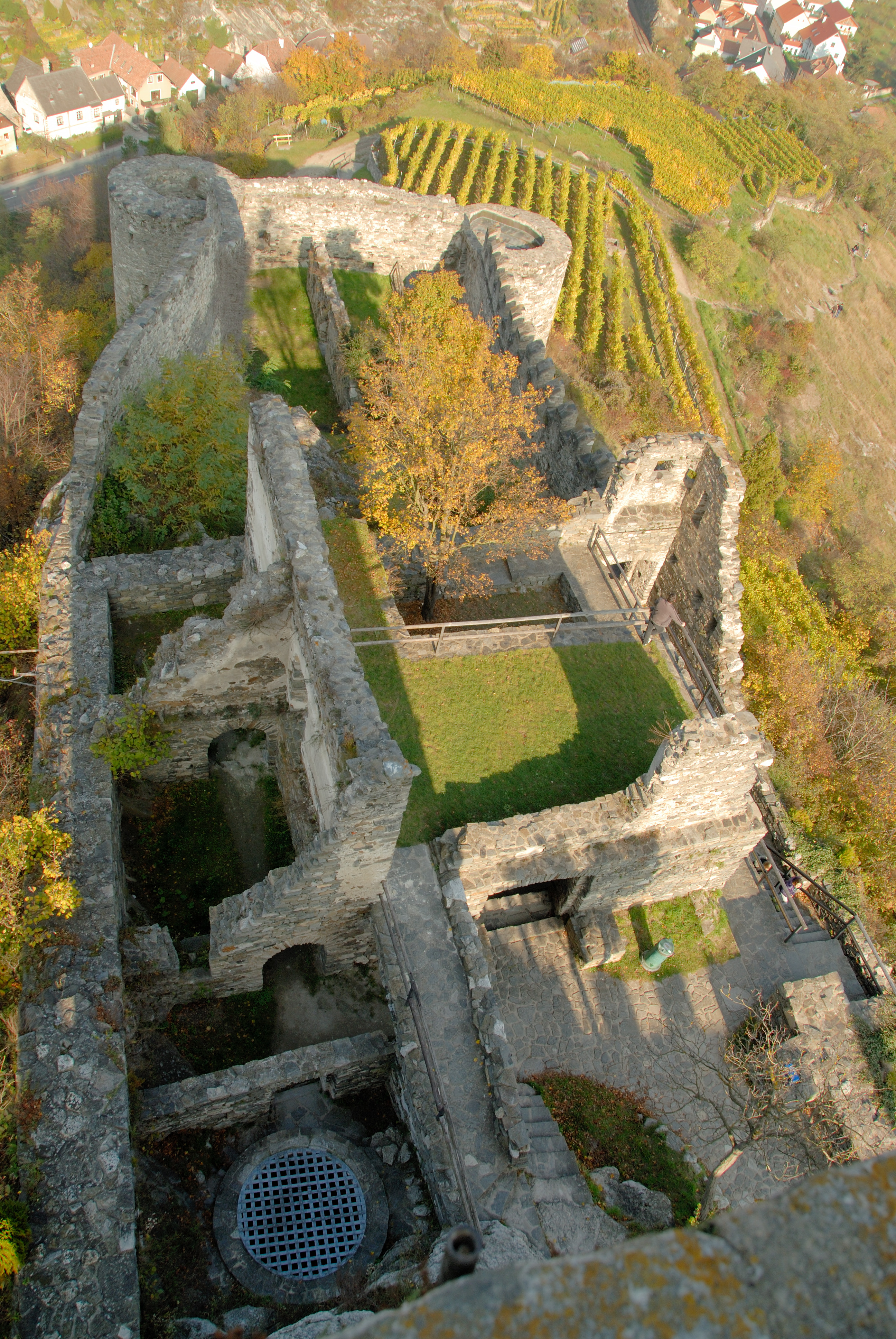
Ruine Hinterhaus

Die Ruine Hinterhaus, auch Oberhaus genannt, ist eine nahezu tausend Jahre alte Wehranlage in Spitz an der Donau, Niederösterreich auf einem Ausläufer des Jauerling. Sie wurde erstmals 1243 erwähnt.
Die im Bereich der Wachau befindliche Ruine liegt nahe dem „Tausendeimerberg“, einem Weinberg, der jedes Jahr eine bestimmte Erntemenge an Trauben hergibt, und auf einem Felsrücken des sogenannten Hausberges, einem Teil des Jauerlingstockes.
Die Höhenburg ist deutlich in drei voneinander abgeschlossene Teile gegliedert: die nordöstlich niedriger gelegene Vorburg, die Hauptburg, die den größten Teil des Felsrückens einnimmt, und die südwestliche Vorburg.
Der älteste Bestandteil – die Hauptburg – bestand allerdings schon im 12. Jahrhundert.
Im 13. und 14. Jahrhundert beherrschten die Ritter von Spitz diese Burg, welche ihrerseits den Kuenringern unterworfen waren.
In einem österreichischen Ausflugstipp heißt es dazu: „Viele Sagen und Erzählungen ranken sich um die Ruine Hinterhaus. Angeblich spukt es bis heute auf dieser Ruine. Der Geist der verstorbenen Adelheid, Frau Heinrich des Eisernen, erscheint jedes Jahr zum Todestag ihres Gatten auf der Ruine Hinterhaus in der Wachau. Heinrich heiratete kurz nach ihrem Tod eine neue Frau, obwohl man damals ein Trauerjahr einhalten musste. Kurz darauf starb auch er. Viele sahen es als Strafe für sein schändliches Verhalten.“

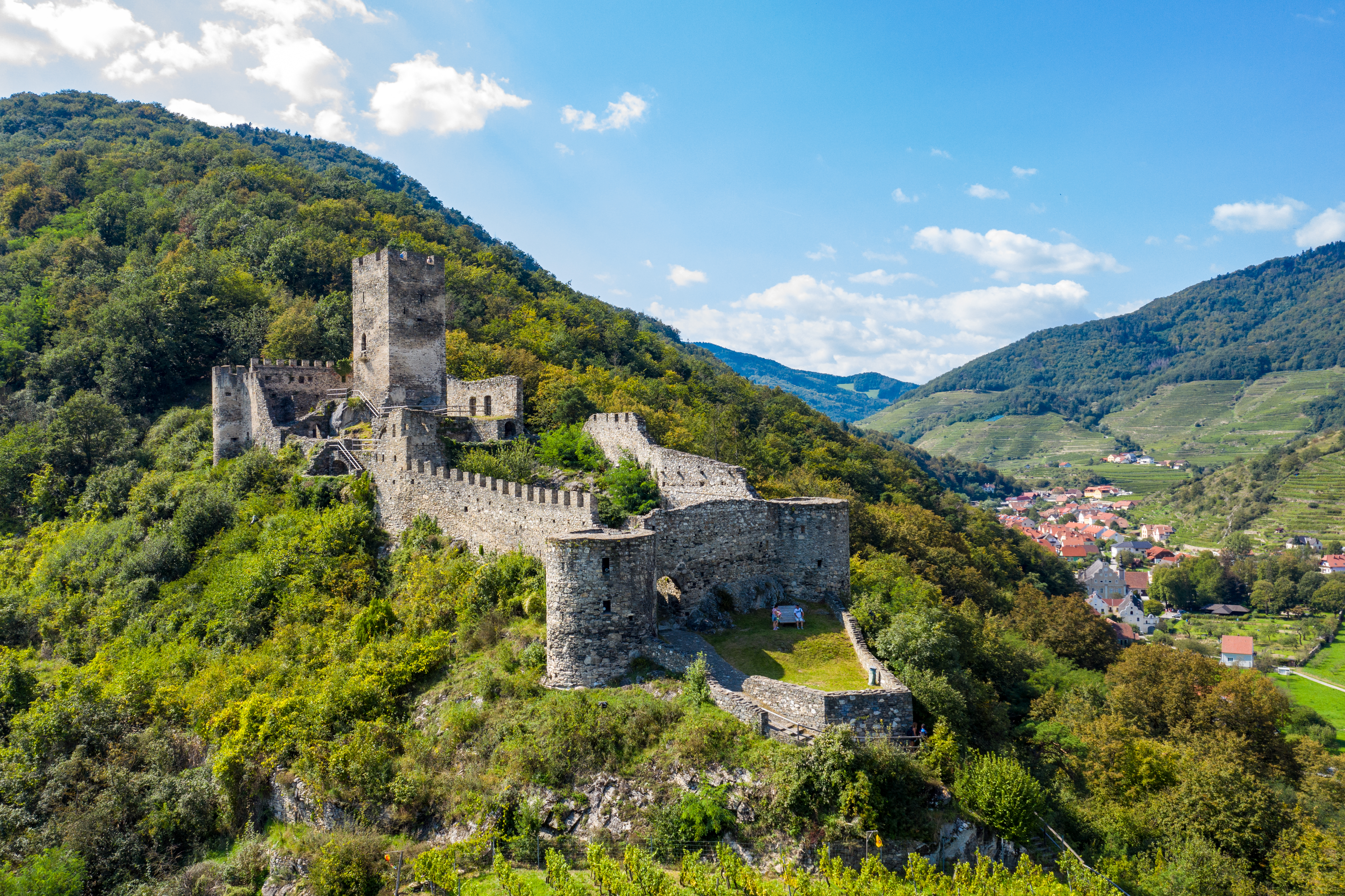
Ruine Hinterhaus, Sept. 2020

Die Burgruine ist frei zugänglich. Im Jahr 1970 kam sie in den Besitz der Marktgemeinde Spitz. Ab 1977 begann der damalige Verkehrsverein Spitz, heute der Tourismusverein Spitz, mit Instandhaltungsarbeiten und der Restaurierung der Ruine.